# Efekt pierwszego przejścia
Efekt pierwszego przejścia (ang. first pass effect) – eliminacja leku przed jego dostaniem się do krążenia ogólnoustrojowego na drodze procesów metabolicznych przebiegających np. w błonie śluzowej jelit i wątrobie.
Substancja podana doustnie dostaje się do krwiobiegu (z reguły) niemal wyłącznie przez układ krążenia wrotnego, przez co cała wchłonięta dawka specyfiku przechodzi najpierw przez wątrobę. Tam leki są poddawane działaniu enzymów wątrobowych i metabolizowane. Im szybszy jest ten metabolizm, tym niższa biodostępność danego leku. Dla działania leku rozstrzygające znaczenie ma to, czy i jaka jego część jest wychwytywana i metabolizowana w wątrobie. Związkami o dużym lub względnie dużym efekcie pierwszego przejścia są np. niektóre β-adrenolityki – propranolol i alprenolol, lek miejscowo znieczulający i antyarytmiczny lidokaina, a przede wszystkim lek stosowany w chorobie niedokrwiennej serca – nitrogliceryna.
Oprócz przemian powodowanych przez enzymy wątrobowe również metabolizm zachodzący w świetle lub ścianie przewodu pokarmowego może być przyczyną efektu pierwszego przejścia. W jelitach występują – oprócz reakcji utleniania zachodzących pod wpływem monooksygenaz zależnych od CYP-450 (np. werapamilu lub cyklosporyny), – także reakcje koniugacji. Bardzo silną przedukładową eliminację stwierdza się np. w przypadku hormonów płciowych i morfiny. Indukcja enzymów przewodu pokarmowego wywoływana np. przez rifampicynę może prowadzić do znacznego zwiększenia efektu pierwszego przejścia. Tym samym określa go całość jelitowych i wątrobowych reakcji biotransformacji.

## Biotransformacja
Biotransformacją leków nazywamy przemiany chemiczne, jakim ulega lek w żywym organizmie. Zachodzi ona przede wszystkim w wątrobie, a w innych narządach (np. w jelitach, nerkach, płucach, śledzionie, mięśniach prążkowanych, skórze, a nawet we krwi) ma zazwyczaj drugorzędny charakter. Procesy te prowadzą do przekształcenia związków rozpuszczalnych w lipidach i apolarnych w związki rozpuszczalne w wodzie i polarne, które mogą być usunięte z moczem. Związki rozpuszczalne w lipidach i nie mające ładunku elektrycznego (apolarne) są wchłaniane zwrotnie w kanalikach krętych nerek i bardzo wolno wydalane z organizmu. Gdyby np. atebryna nie ulegała biotransformacji, wówczas praktycznie nie byłaby w ogóle wydalana z organizmu – jej biologiczny okres półtrwania wynosiłby ok. 100 lat. Nie zawsze jednak metabolizm leku jest równoznaczny z procesem odtruwania. Niekiedy bowiem w procesie biotransformacji lek ulega przekształceniu w metabolit równie czynny jak substancja wyjściowa. Działająca przeciwbólowo heroina jest metabolizowana w organizmie do równie czynnej analgetycznie morfiny. Czasem w wyniku biotransformacji z nieczynnej substancji wyjściowej powstaje związek biologicznie czynny. Na przykład nieczynny preparat Prontosil ulega przekształceniu w czynny przeciwbakteryjnie sulfanilamid. Obecnie coraz więcej leków podaje się w formie nieczynnej, tzw. w postaci prekursorów. Takimi prekursorami leków czynnych są np. fosfestrol, ulegający po defosforylacji przekształceniu do czynnego stylbestrolu, lewodopa ulegająca dekarboksylacji do czynnej dopaminy i wiele innych. Niekiedy metabolity są bardziej toksyczne niż substancja wyjściowa. Fenacetyna ulega w organizmie przemianie do toksycznej i wywołującej methemoglobinemie p-fenetydyny. Najczęściej jednak biotransformacja leku łączy się z utratą jego aktywności biologicznej, chociaż metabolity mogą mieć istotny wpływ na losy pierwotnego leku w organizmie – mogą zmieniać jego stopień wiązania z białkami, dystrybucję, metabolizm i wydalanie. Głównym miejscem przemiany leków jest wątroba (w niewielkim tylko stopniu krew lub inne tkanki, a zwłaszcza ściana przewodu pokarmowego), a większość tych procesów zachodzi w mikrosomach jej komórek miąższowych. Metabolizm leków jest procesem enzymatycznym. Lek musi zatem przede wszystkim połączyć się z enzymem, co jest uwarunkowane określonym jego powinowactwem. Warunkiem zapoczątkowania reakcji enzymatycznej jest wniknięcie leku do wnętrza mikrosomów.
W przypadku powierzchniowo stosowanych środków dermatologicznych znaczenie ma niekiedy metabolizm w skórze. Na przykład hydroliza C-21 estrów glukokortykosteroidów nasila wiązanie z receptorami glukokortykosteroidowymi. Jednocześnie duża lipofilność estrów ułatwia pokonanie trudno przenikalnej zrogowaciałej bariery naskórkowej. Enzymy uczestniczące w biotransformacji, strukturalnie związane z błonami siateczki endoplazmatycznej (np. monoaminooksydazy, glukuronylotransferazy), po części również zlokalizowane w mitochondriach oraz występujące obok związanych strukturalnie jako enzymy rozpuszczalne (np. esterazy, amidazy, sulfotransferazy), charakteryzują się często niewielką specyficznością substratową. Oznacza to, że mogą one uczestniczyć w metabolizmie substratów o różnorodnej budowie chemicznej. Oprócz enzymów występujących w narządach organizmu również flora bakteryjna jelit ma określony wpływ na biotransformację, zwłaszcza procesy redukcji i hydrolizy.
Procesy biotransformacji można podzielić na reakcje I i II fazy.

### Reakcje I fazy
Reakcje I fazy obejmują procesy metaboliczne wiodące do chemicznej przemiany cząsteczki leku: utlenianie, redukcję, hydrolizę, zmianę aktywności chemicznej związku, zwiększenie rozpuszczalności w wodzie. Zachodzą głównie w wątrobie, z udziałem enzymów (w większości z grupy cytochromu P450). Wiążą się z wytwarzaniem energii gromadzonej w komórce w postaci ATP. Powstają związki wykazujące aktywność farmakologiczną, a czasem związki toksyczne.

### Reakcje II fazy
Są to procesy sprzęgania samego leku, które zazwyczaj zachodzą przy udziale specyficznych transferaz, odróżnia się te, w których wysokoenergetyczne związki endogenne są wiązane z alkoholowymi lub fenolowymi grupami hydroksylowymi, grupami aminowymi, grupami sulfhydrylowymi i po części również grupami karboksylowymi, od tych, przy których po aktywacji ksenobiotyku następuje wiązanie z (nieaktywnym) związkiem endogennym (do tych ostatnich należy sprzęganie pewnych kwasów karboksylowych z aminokwasami).
Ważniejsze reakcje II fazy to sprzęganie z:
- aktywowanym kwasem glukuronowym,
- aktywowanym siarczanem,
- aminokwasami (zwłaszcza z glicyną),
- oligopeptydami oraz tworzenie pochodnych kwasu merkapturowego,
- aktywowanym kwasem octowym,
- S-adenozylometioniną.

Z wyjątkiem sprzęgania z kwasem octowym lub procesów metylacji w reakcjach tych zostaje zawsze wprowadzona do cząsteczki grupa kwasowa, która w następstwie tworzenia soli zdecydowanie zwiększa hydrofilowość i co za tym idzie – rozpuszczalność. Kwaśne koniugaty są szybko – również z udziałem procesów czynnych – wydalane z moczem lub żółcią. Reakcje sprzęgania mają w związku z tym charakter dezaktywacji, tj. pozbawiania aktywności biologicznej, lub detoksykacji, ponieważ produkty sprzęgania są w większości nieczynne biologicznie. W ostatnich latach odkryto jednak wiele powstających w fazie II czynnych metabolitów. Należą do nich np. hemiester hydroksylowanego, oszczędzającego potas leku moczopędnego – triamterenu z kwasem siarkowym oraz C-17 glukuroniany estrogenu i androgenów. 6-glukuronian morfiny działa przeciwbólowo tak jak związek macierzysty. Z metabolitów II fazy mogą również powstać substancje czynne, które poprzez nieodwracalne wiązania ze związkami endogennymi wywołują działania toksyczne. W niektórych przypadkach związki sprzężone mogą ponadto ulegać hydrolizie do związków macierzystych. Sytuacja, którą przedstawiono wyżej, zdarza się często, kiedy sprzężone metabolity dostają się z żółcią do jelit. Zjawisko to zachodzi natomiast bardzo rzadko w przypadku sprzężonych metabolitów wydalanych z moczem.

## Hamowanie aktywności enzymatycznej
Podobnie jak wiele leków całkowicie różniących się budową chemiczną powoduje indukcję enzymatyczną, tak istnieją również liczne leki hamujące przebieg procesów transportowych biotransformacji i mogące w ten sposób wywołać wydłużenie i nasilenie działania innych substancji. Do zahamowania aktywności enzymatycznej może dochodzić wówczas, gdy lek powoduje zmniejszenie syntezy lub zwiększenie rozkładu enzymów siateczki endoplazmatycznej. Może też występować sytuacja, w której dwa leki lub więcej konkurują o miejsce wiązania z enzymem i na tej drodze dochodzi do kompetycyjnego hamowania rozkładu jednego z nich. Szczególne znaczenie kliniczne ma blokada enzymów działających w zakresie bliskim wysycenia. Jako przykład może posłużyć interakcja dikumarolu z inaktywacją fenytoiny.
Drugą możliwością zmniejszenia ryzyka związanego z biotransformacją jest wprowadzenie do lecznictwa tzw. miękkich leków (ang. soft drugs), tj. związków czynnych, które są czynnymi metabolitami fazy I (np. oksazepam, metabolit wielu benzodiazepin) albo ulegają nieoksydatywnej biotransformacji w pożądanym miejscu, tzw. przewidzianym miejscu rozpadu. Tak więc można np. syntetyzować leki, które ulegają hydrolitycznemu rozkładowi do substancji nieczynnych, niepodlegających dalej oksydatywnym procesom metabolicznym.
Prolek jest to nieczynny prekursor leku, który w organizmie przechodzi w postać czynną w wyniku reakcji biotransformacji. Tego typu substancje stosuje się w celu:
- ułatwienia wchłaniania, np. enalapryl w organizmie przechodzi w enalaprylat;
- zmniejszenia działania drażniącego na błonę śluzową przewodu pokarmowego, np. bursztynian erytromycyny w organizmie przechodzi w erytomycynę;
- ułatwienia przejścia przez barierę krew-mózg, np. lewodopa przechodzi w organizmie w dopaminę[4].

## Alternatywne drogi podania a efekt pierwszego przejścia
W medycynie klinicznej istnieje kilka powodów podawania leków różnymi drogami: dogodność (np. doustnie), maksymalne zwiększenie stężenia w miejscu działania przy minimalnym stężeniu w innych rejonach (np. miejscowo), wydłużenie czasu wchłaniania leku (np. transdermalnie) lub chęć uniknięcia efektu pierwszego przejścia. Wątrobowy efekt pierwszego przejścia jest możliwy do uniknięcia w dużym stopniu poprzez stosowanie tabletek podjęzykowych i preparatów transdermalnych oraz, w mniejszym stopniu, czopków doodbytniczych. Wchłanianie po podaniu podjęzykowym umożliwia dostawanie się leku bezpośrednio do żył obwodowych, nie wrotnych. Droga transdermalna stwarza podobną zaletę. Leki wchłonięte z czopków w końcowej części odbytnicy trafiają do naczyń biegnących do żyły głównej wewnętrznej, przez co również omijają wątrobę. Jednakże czopki wykazują tendencję do przemieszczania się w górę odbytnicy, w obszar, w którym dominują żyły prowadzące do wątroby. W związku z tym można zakładać, że jedynie około 50% dawki doodbytniczej omija wątrobę. Chociaż leki podawane drogą inhalacyjną omijają wątrobę, to jednak płuca mogą również funkcjonować jako miejsce eliminacji pierwszego przejścia wskutek wydzielenia i możliwego metabolizmu leku podawanych drogami niedoustnymi.